# Chassal
Chassal est une ancienne commune française située dans le département du Jura en région Bourgogne-Franche-Comté. Le 1er janvier 2019, elle devient commune déléguée de Chassal-Molinges.

## Histoire
En 1878 Elie-Germain Dalloz, cousin d'Emile Dalloz, installe une diamanterie.(patrimoine.bourgognefranchecomte.fr)
Le 1er janvier 2019, Chassal est regroupée avec Molinges sous la commune nouvelle de Chassal-Molinges qui est actée par un arrêté préfectoral du 11 décembre 2018.

## Politique et administration
| Période                                  | Période                     | Identité              | Étiquette | Qualité |
| ---------------------------------------- | --------------------------- | --------------------- | --------- | ------- |
| Les données manquantes sont à compléter. |                             |                       |           |         |
| mars 2001                                | En cours (au 30 avril 2014) | Jean-Pierre Martorell |           |         |

## Démographie
Les habitants sont appelés les Chassaliens.
L'évolution du nombre d'habitants est connue à travers les recensements de la population effectués dans la commune depuis 1793. Pour les communes de moins de 10 000 habitants, une enquête de recensement portant sur toute la population est réalisée tous les cinq ans, les populations de référence des années intermédiaires étant quant à elles estimées par interpolation ou extrapolation. Pour la commune, le premier recensement exhaustif entrant dans le cadre du nouveau dispositif a été réalisé en 2008.

En 2016, la commune comptait 437 habitants, en évolution de −11,72 % par rapport à 2010 (Jura : −0,81 %, France hors Mayotte : +2,11 %).
| 1793 | 1800 | 1806 | 1821 | 1831 | 1836 | 1841 | 1846 | 1851 |
| ---- | ---- | ---- | ---- | ---- | ---- | ---- | ---- | ---- |
| 129  | 112  | 125  | 139  | 290  | 270  | 253  | 266  | 266  |

| 1856 | 1861 | 1866 | 1872 | 1876 | 1881 | 1886 | 1891 | 1896 |
| ---- | ---- | ---- | ---- | ---- | ---- | ---- | ---- | ---- |
| 262  | 269  | 287  | 285  | 294  | 388  | 346  | 346  | 329  |

| 1901 | 1906 | 1911 | 1921 | 1926 | 1931 | 1936 | 1946 | 1954 |
| ---- | ---- | ---- | ---- | ---- | ---- | ---- | ---- | ---- |
| 330  | 311  | 345  | 339  | 367  | 412  | 361  | 332  | 339  |

| 1962 | 1968 | 1975 | 1982 | 1990 | 1999 | 2006 | 2008 | 2013 |
| ---- | ---- | ---- | ---- | ---- | ---- | ---- | ---- | ---- |
| 320  | 352  | 383  | 425  | 492  | 509  | 497  | 494  | 451  |

| 2016 | - | - | - | - | - | - | - | - |
| ---- | - | - | - | - | - | - | - | - |
| 437  | - | - | - | - | - | - | - | - |

## Économie

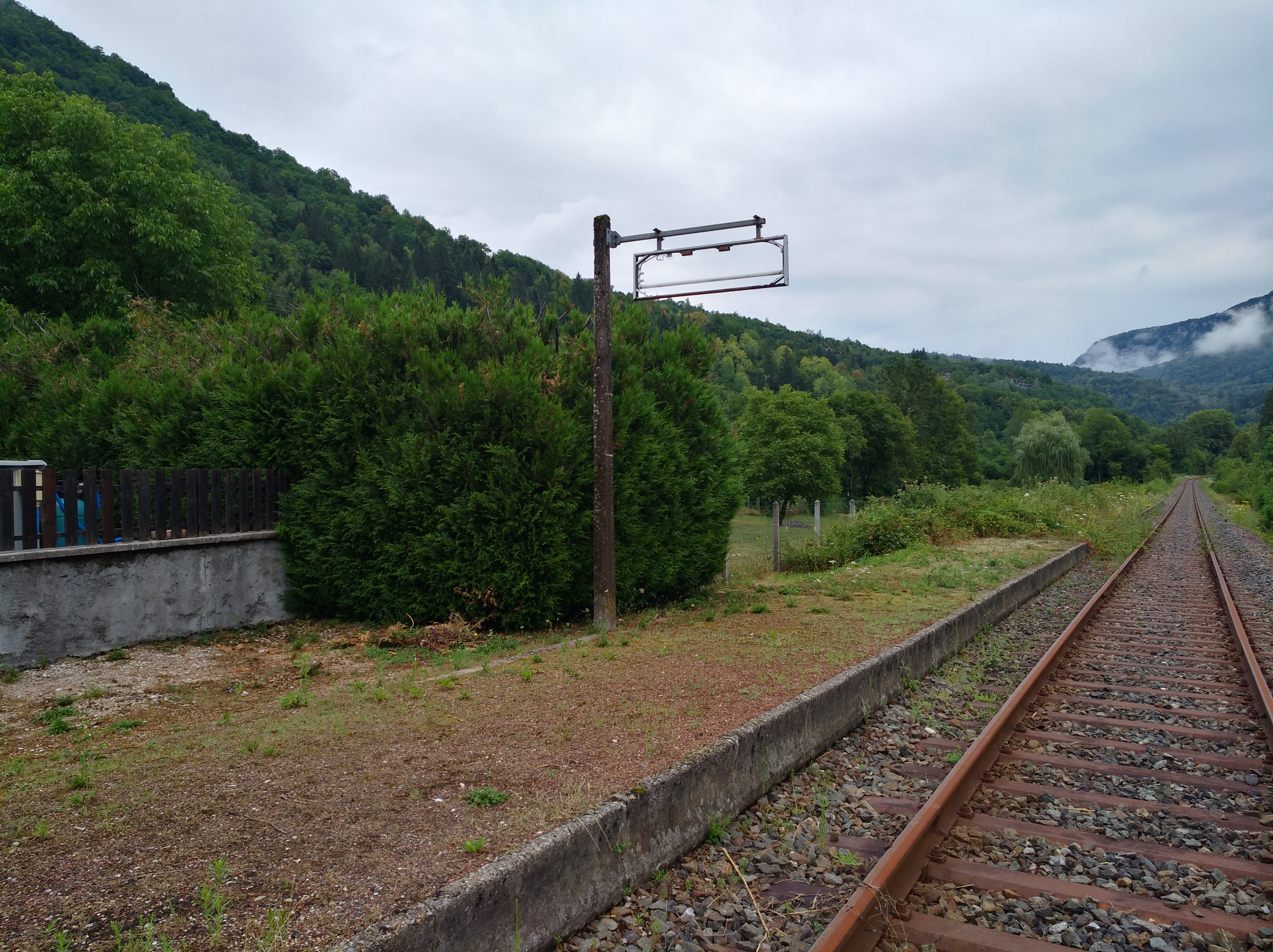
Quai de l'ancienne gare de Chassal.

On y exploitait des carrières d'un marbre coloré, plutôt rare, la brocatelle. Il existe d'autres marbres brocatelle : de Moulins, de Boulogne...

## Culture locale et patrimoine

### Lieux et monuments
- Carrière, exploitée depuis le XVIIIe siècle, au lieu-dit « à la Carrière », dont l'ensemble XXe a été inventorié par l'IGPC en 1990[6]. La carrière est inscrite au titre des monuments historique depuis 2020.
- Fermes (XVIIIe-XIXe s), inventoriées par l'IGPC en 1997[7],[8],[9],[10];
- Tourneries et tailleries (XIXe-XXe s), presque toutes au lieu-dit « Marignat », inventoriées par l'IGPC en 1990[11],[12],[13],[14],[15],[16]
- Pont ferroviaire (XIXe s), au lieu-dit « en Risoux », inventorié par l'IGPC en 2004[17];
- Maison de garde-barrière et passage à niveau n°62 (XIXe s), au lieu-dit « en Brive », inventoriée par l'IGPC en 2004[18];
- Scierie (XXe s), au lieu-dit « en Risoux », inventoriée par l'IGPC en 1990[19]
- Centrale hydroélectrique (XXe s), au lieu-dit « Marignat », inventoriée par l'IGPC en 1990[20];
- Cascades de l'Enragé, jaillissent de parois abruptes, après un voyage souterrain de 20 km, depuis le lac de l'Abbaye.
- Début 2017, la commune est « réputée sans clochers »[21]